# Pallone d'oro 1976
L’edizione 1976 del Pallone d'oro, 21ª edizione del premio calcistico istituito dalla rivista francese France Football, fu vinta dal tedesco Franz Beckenbauer (Bayern Monaco).
I giurati che votarono furono 26, provenienti da Austria, Belgio, Bulgaria, Cecoslovacchia, Danimarca, Finlandia, Francia, Germania Est, Germania Ovest, Grecia, Inghilterra, Irlanda, Italia, Jugoslavia, Lussemburgo, Norvegia, Paesi Bassi, Polonia, Portogallo, Romania, Spagna, Svezia, Svizzera, Turchia, Ungheria e Unione Sovietica.

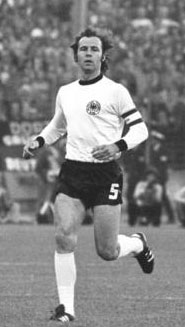
Franz Beckenbauer, vincitore del Pallone d'oro 1976.